# Eberhard Köllner
Eberhard Köllner (* 29. září 1939 v Stassfurtu v Německu) byl východoněmecký kosmonaut, vybraný jako případný náhradník za kosmonauta Sigmunda Jähna na Sojuz 31.

## Životopis

### Mládí a zaměstnání
Narodil se roku 1939. Po absolvování základní školy se vyučil zámečníkem a pak pracoval v automobilce Karla Liebknechta v Magdeburgu. Rozhodl se k vojenské dráze, absolvoval i Vysokou školu letectva a protivzdušné obrany, kde získal odbornost stíhacího pilota. U letectva zůstal a na vrtulových i reaktivních letounech nalétal přes 1000 hodin.

### Kosmonaut
Na konci roku 1976 byl společně s o dva roky starším Sigmundem Jähnem zařazen do výcvikového střediska budoucích kosmonautů. Celá skupina tehdy se připravujících na své lety pocházela z států RVHP, jednalo se o program Interkosmos. Nakonec se stal pouze náhradníkem a letu Sojuzu 31 k orbitální stanici Saljut 6 se nezúčastnil.

### Další osudy
Později se stal ředitelem Letecké akademie Německé demokratické republiky, avšak po znovusjednocení Německa se stal nezaměstnaným. V současnosti pracuje v soukromém sektoru.